# Spring Cup (damvolleyboll)
Spring Cup var en årlig volleybollturnering för landslag i Europa som hölls första gången 1972 i Västtyskland.  Fram till 1989 var det en turnering för lag i västeuropa. Senare breddades underlaget till hela Europa. Under de sista åren förekom det även att ett lag sammansatt av universitetsstudenter från USA deltog. Under hela perioden förekom det att Israel deltog. Sista upplagan av turneringen hölls 2006. Tävlingen lades ner p.g.a. minskande intresse och European Volleyball League kom delvis att ta dess plats. De sista åren genomfördes tävlingen i Brno, Tjeckien.

## Upplagor (fr.o.m. 1975)
| Säsong | Säsong         | Podium          | Podium          | Podium       |
| År     | Spelplats      | Guld            | Silver          | Brons        |
| ------ | -------------- | --------------- | --------------- | ------------ |
| 1975   | Turkiet        |                 |                 |              |
| 1976   | Schweiz        |                 |                 |              |
| 1977   | Danmark        |                 |                 |              |
| 1978   | Spanien        |                 |                 |              |
| 1979   | Turkiet        |                 |                 |              |
| 1980   | Sverige        |                 | Sverige         |              |
| 1981   | Österrike      |                 |                 |              |
| 1982   | Belgien        |                 |                 |              |
| 1983   | Storbritannien | Tyskland        | Nederländerna   |              |
| 1984   | Västtyskland   |                 |                 |              |
| 1985   | Israel         |                 |                 |              |
| 1986   | Norge          | Frankrike       | Turkiet         | Norge        |
| 1987   | Sverige        | Tyskland        | Finland         | Sverige      |
| 1988   | Grekland       | Tyskland        | Grekland        | Turkiet      |
| 1989   | Turkiet        | Grekland        | Turkiet         | Schweiz      |
| 1990   | Finland        | Turkiet         | Finland         | Grekland     |
| 1991   | Ungern         | Tjeckoslovakien | Turkiet         | Grekland     |
| 1992   | Turkiet        | Turkiet         | Tjeckoslovakien | Finland      |
| 1993   | Tjeckien       | Kroatien        | Polen           | Rumänien     |
| 1994   | Rumänien       | Azerbajdzjan    | Grekland        | Turkiet      |
| 1995   | Österrike      | Polen           | Frankrike       | Grekland     |
| 1996   | Tjeckien       | Frankrike       | Tjeckien        | Grekland     |
| 1997   | Polen          | Polen           | Azerbajdzjan    | Turkiet      |
| 1998   | Turkiet        | Turkiet         | Azerbajdzjan    | Polen        |
| 1999   | Polen          | Belgien         | Polen           | Tjeckien     |
| 2000   | Tjeckien       | Tjeckien        | Finland         | Grekland     |
| 2001   | Tjeckien       | Polen           | Spanien         | Azerbajdzjan |
| 2002   | Kroatien       | Turkiet         | Azerbajdzjan    | Spanien      |
| 2003   | Tjeckien       | Azerbajdzjan    | Turkiet         | Slovenien    |

## Medaljliga (fr.o.m. 1975)
| Pos. | Lag             | Guld | Silver | Brons |
| ---- | --------------- | ---- | ------ | ----- |
| 1    | Turkiet         | 4    | 4      | 3     |
| 2    | Polen           | 3    | 2      | 1     |
| 3    | Tyskland        | 3    | -      | -     |
| 4    | Azerbajdzjan    | 2    | 3      | 1     |
| 5    | Frankrike       | 2    | 1      | -     |
| 6    | Grekland        | 1    | 2      | 5     |
| 7    | Tjeckien        | 1    | 1      | 1     |
| 8    | Tjeckoslovakien | 1    | 1      | -     |
| 9    | Belgien         | 1    | -      | -     |
|      | Kroatien        | 1    | -      | -     |
| 11   | Finland         | -    | 3      | 1     |
| 12   | Spanien         | -    | 1      | 1     |
|      | Sverige         | -    | 1      | 1     |
| 14   | Nederländerna   | -    | 1      | -     |
| 15   | Norge           | -    | -      | 1     |
|      | Rumänien        | -    | -      | 1     |
|      | Schweiz         | -    | -      | 1     |
|      | Slovenien       | -    | -      | 1     |